# Mary Wortley Montagu

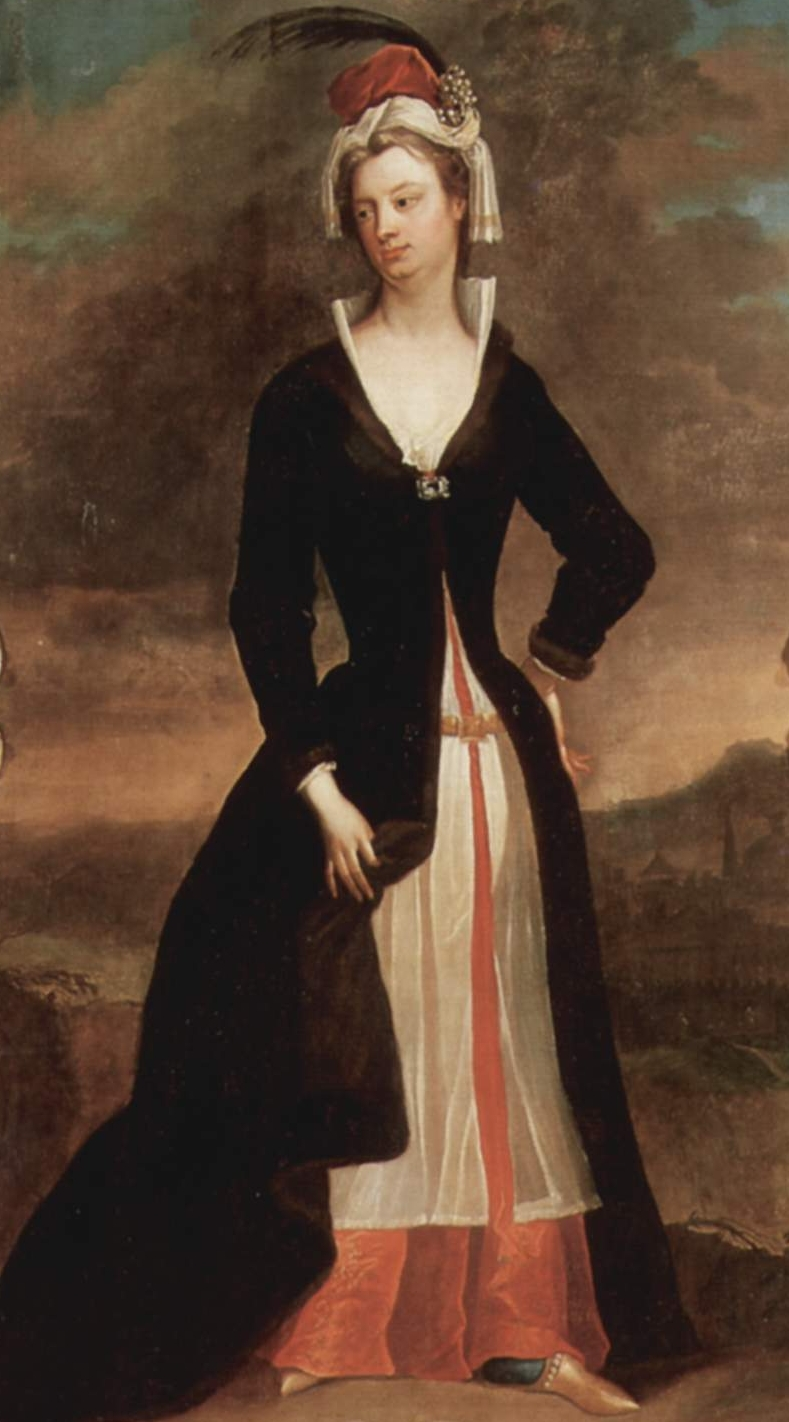
Mary Wortley Montagu, door Charles Jervas

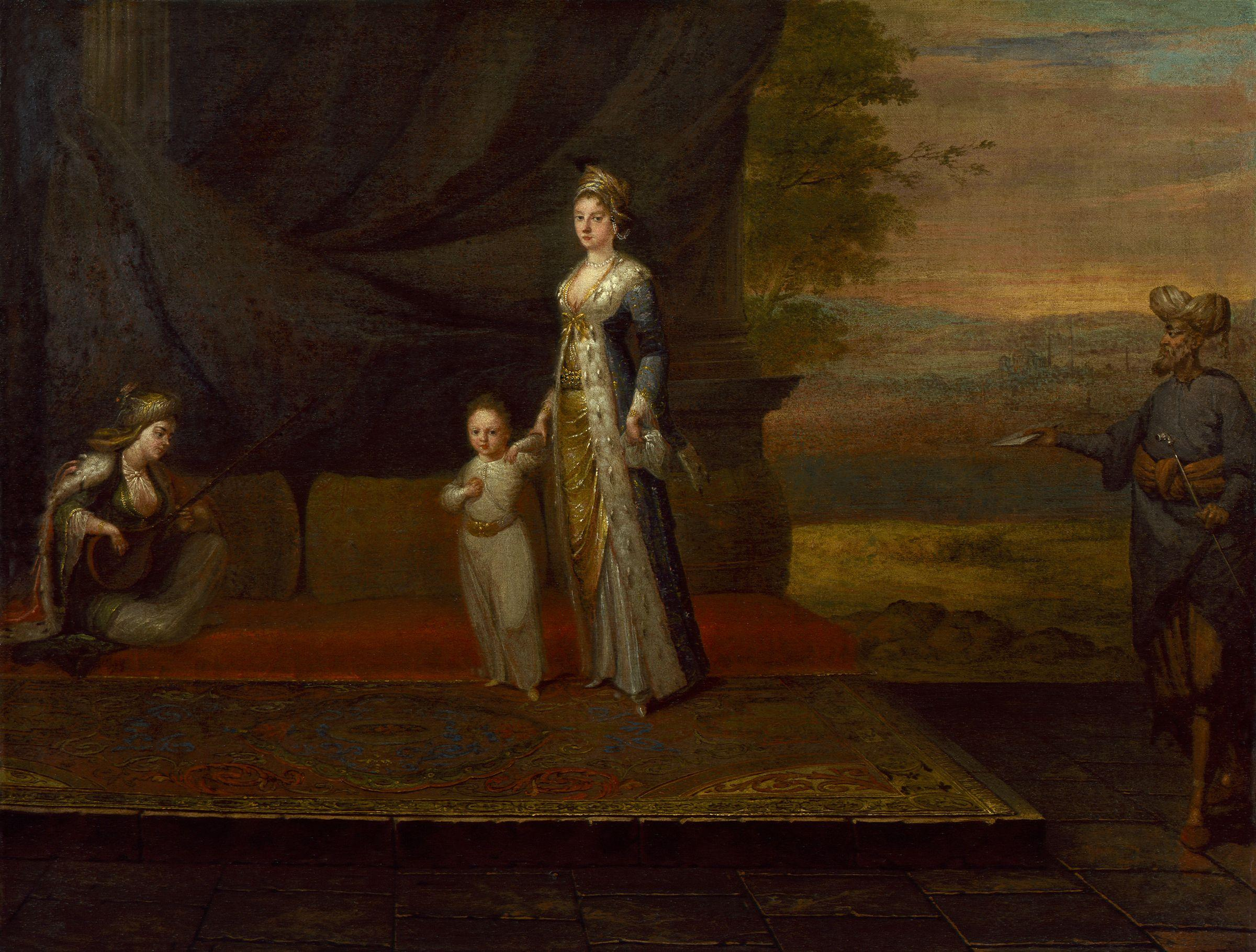
Mary en haar zoon Edward, geschilderd door Jean-Baptiste van Mour rond 1717.

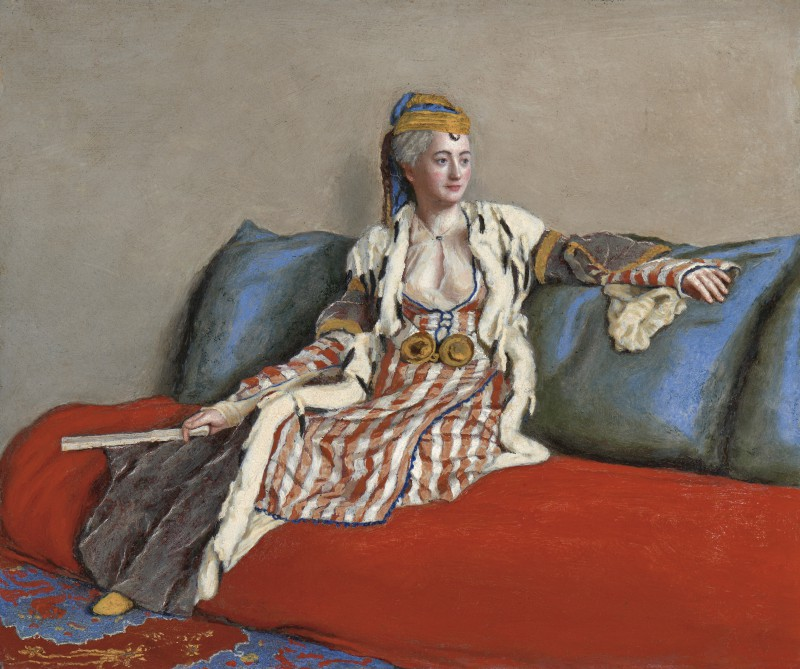
Lady Montagu in Ottomaanse klederdracht (Jean-Étienne Liotard, ca. 1756)

Lady Mary Wortley Montagu (geboren Mary Pierrepont, Thoresby Hall, Nottinghamshire, gedoopt op 26 mei 1689 – Londen, 21 augustus 1762) was een Engels aristocraat, poëet en schrijfster.

## Biografie
Zij was een dochter van Evelyn Pierrepont, destijds graaf van Kingston, later markies van Dorchester en hertog van Kingston. Haar moeder was lady Mary Feilding, een dochter van William Feilding, graaf van Denbigh. Deze overleed in 1694 en haar vader, die pas zeventien jaar later zou hertrouwen, verzorgde zelf haar opleiding. Mary completeerde haar opleiding echter door vrij gebruik te maken van haar vaders bibliotheek, waar ze voornamelijk poëzie en Franse romans las. Ze studeerde zo’n vijf tot zes uur per dag en leerde zichzelf Latijn, wat toentertijd een voorrecht van de mannen was.

## Huwelijk en vriendschappen
Mary was bevriend met Mary Astell, die wordt gezien als de eerste actieve voorvechtster voor vrouwenrechten in Engeland, en met Anne Wortley Montagu en haar broer Edward. Mary correspondeerde met Anne in de jaren 1703/1704 tot aan Annes dood in 1709, echter waren deze brieven bedoeld voor haar broer, Edward, met wie ze niet openlijk kon corresponderen vanwege zijn geslacht. In maart 1710 schreef Edward zelf een brief aan Mary waarin hij openhartig was over zijn twijfels met betrekking tot Mary’s gevoelens voor hem en of zij wel gelukkig zou kunnen zijn met een meer bescheiden inkomen. De correspondentie tussen hen was ontdekt dat jaar en Edward vroeg uiteindelijk om haar hand bij Mary’s vader, die er in eerste instantie gunstig tegenover stond. Echter was er nog een aanzoek, waar Mary’s vader gunstiger tegenover stond. Mary’s weigering van zijn hand riep dan ook woede op bij haar vader, waardoor ze uiteindelijk toch toegaf. Toen de voorbereidingen voor haar huwelijk al getroffen waren, besloot Mary om de benen te nemen met Edward. Met hem trouwde zij, tegen haar vaders wil, in 1712. Edward Mortley Montagu was op dat moment parlementslid en vervulde na de troonsbestijging van George I diverse functies. In 1714 werd Edward aangewezen als Junior Commissioner of Treasury en vergezelde Mary hem in Londen. Hier raakten Mary en Edward goed bekend in hofkringen. Hij was bevriend met Joseph Addison, een vriendschap die ontstond toen Edward rondreisde na zijn opleiding aan het Trinity College van Cambridge, waardoor lady Mary ook in aanraking kwam met de literaire kringen. Zij raakte zelf bevriend met prominente figuren zoals Alexander Pope, Lady Walpole en de gravin van Marlborough.

## Verblijf in Nederland
Tijdens haar doorreis naar Constantinopel in het Ottomaanse Rijk verbleef Lady Mary kort in Nederland. Tijdens haar verblijf deed zij de steden Rotterdam, Den Haag en Nijmegen aan. Haar route naar Rotterdam ging via Hellevoetsluis en Briel, aangezien zij had besloten de boot eerder te verlaten. Haar beschrijving van Rotterdam is dat het een schone stad is, waar de kamermeiden de brede stenen van de straten wasten en waar zij vrijuit rond kon lopen zonder haar slippers vies te maken. Ook vond zij dat de stad voordelig gesitueerd is voor de handel, gezien zijn zeven kanalen waardoor de schepen van handelaren praktisch tot de deuren van mensen kunnen komen. Er is dan ook een uitbundige voorraad aan handelswaar die goedkoper geprijsd is dan in Londen. Het reizen in Nederland is volgens Lady Mary een prachtige ervaring en zij omschrijft het land als een grote tuin met wel aangelegde wegen die aan elke kant worden beschaduwd worden door rijen bomen. Lady Mary vond Den Haag een van de fijnste steden en beschreef het Voorhout als het Hyde Park voor de welgestelden. De stad Nijmegen beschreef Lady Mary als lijkende op de stad Nottingham in het Verenigd Koninkrijk. Ook bezocht zij in Nijmegen de Belvédère, de voormalige uitkijktoren.

## Ambassadeur aan het Ottomaanse rijk
In 1716 werd Edward benoemd tot Engels ambassadeur in Constantinopel en hoewel hij in 1717 werd teruggeroepen, bleven hij en Mary in Turkije tot 1718. Ze verbleven in de stad Pera, waar voorgaande ambassadeurs, zoals William Harborne, ook verbleven. Mary leerde zichzelf Turks en schreef vele brieven naar diverse mensen met wie zij correspondeerde. Haar bekendheid berust vooral op de uitgave van deze brieven, gebundeld in een boek dat aangevuld is met passages van haar dagboek en gepubliceerd een jaar na haar dood in 1762. Op haar terugreis naar Engeland vertrouwde Lady Mary het manuscript toe aan de dominee Benjamin Sowden in Nederland. De brieven werden in eerste instantie gepubliceerd in de London Chronicle in 1763. In deze brieven wordt een levendig beeld geschetst van het leven in de Oriënt en aan het Ottomaanse hof.

## Variolatie van pokken
Gedurende haar tijd in het Ottomaanse rijk stelde Lady Montagu belangstelling in de praktijk van inenting of inoculatie tegen pokken, overgekomen uit de Chinese geneeskunde. Ongeïnfecteerde personen lieten op meerdere plekken van hun lichaam, voornamelijk armen en benen, krasjes maken waarin men dan met een naald het levende pokkenvirus aanbracht. Mary had in 1713 haar broer verloren aan de pokken en ze had de ziekte in 1715 zelf doorgemaakt, waardoor ze blijvend was getekend in haar aangezicht. Overtuigd van de veiligheid en doeltreffendheid van de Ottomaanse praktijk, liet ze in 1718 haar zoon Edward Montagu Jr. inoculeren door de ambassade-arts Charles Maitland. Ze introduceerde de methode vervolgens in Engeland en propageerde deze aan het hof, ondanks aanvankelijke tegenstand van medici. Zelf sprak ze van engrafting, maar de techniek kwam bekend te staan als variolatie. Tijdens een pokkenepidemie in april 1721 liet Mary haar dochter varioleren door Charles Maitland. Dit gebeurde op Engelse bodem en was de eerste toepassing in Europa. Mary publiceerde deze gebeurtenis, wat Caroline van Ansbach overtuigde om de methode te testen. In augustus 1721 kregen zeven gevangen in Newgate de kans zich te laten varioleren als alternatief voor executie. Alle gevangenen overleefden de toediening en werden vrijgelaten. Na dit gunstige resultaat liet Caroline in april 1722 haar twee dochters varioleren door dokter Claudius Amyand. De campagne van Lady Montagu deed het vaccinprincipe ingang vinden in Europa en lag zo aan de basis van de verdere ontwikkeling door Edward Jenner.

## Latere leven
Na haar terugkeer in Engeland werd Lady Montagu een prominent figuur in literaire en intellectuele kringen. Er ontstond echter om onduidelijke redenen een ruzie met Alexander Pope, mogelijk omdat hij zich door haar aangevallen voelde in een satirisch gedicht, waarop hij zich keer op keer op scherpe wijze tegen haar uitliet. Zij bleef een uitgebreide correspondentie voeren, vooral met haar zuster in Parijs. In 1738 verliet zij haar man, met wie zij overigens nog steeds op goede voet stond, en vertrok zij uit Engeland. Zij woonde vervolgens op diverse plaatsen in Frankrijk en Italië, onder ander in Avignon, Brescia en aan het Iseomeer. Zij werd ernstig ziek en keerde op verzoek van haar dochter in 1762 terug naar Engeland, waar zij woonde in Hanover Square een klein huis op Great George Street dat haar dochter voor haar huurde, en waar zij korte tijd later overleed.

## Oeuvre
Haar literaire werk bestaat uit de genoemde brieven en omvat verder gedichten en essays. In 1716 verschenen Town Eclogues en Court Poems by a Lady of Quality. Haar Letters during Mr Wortley's Embassy to Constantiople verscheen een jaar na haar dood. In 1767 volgde een tweede deel.